# Хор девојака Sirmium cantorum
Хор девојака Sirmium cantorum из Сремске Митровице, основан је 1974. године. Добитник је бројних признања, међу којима је и награда Pro musica у Белгији 1984.

## Историјат
Хор девојака Sirmium cantorum основан је 1974. године при тадашњем Дому омладине 1. новембар - данашњи Sirmiumart. Чланице хора углавном су биле ученице митровачких средњих школа. Од 1984. године наступају под именом Sirmium cantorum. Од самог оснивања хор се одликовао квалитетним и чистим звуком и смислом за интерпретацију најразличитијих партитура. Изводили су различите композиције профаног и сакралног карактера. Учествовали су на бројним фестивалима, где су освојили мноштво награда и признања, међу којима је најзначајнија награда Pro musica освојена на 32. фестивалу у Белгији у кокуренцији од 117 хорова из целе Европе. Иза себе хор је оставио два велика пројекта ЛП плочу Црницо моја црвена са песмама слободи (1985) и аудио касету са Литургијом Светог Јована Златоустог (1994). Током свог дугог постојања одржали су више од 600 концерата и учествовали на фестивалима у Немачкој, Пољској, Италији, Чешкој, Мађарској, Шпанији и Белгији.

## Диригент
Од свог оснивања до данас, диригент хора је професор Војислав Бугарски. Рођен у Ваљеву, из породичних разлога се обрео у Сремској Митровици 1972. године где остаје да живи и ради све до данас. За свој рад са хором добио је многа признања мећу којима су "Искра културе"(1981) и Новембарска награда Општине Сремска Митровица (1993).

## Награде
- 1977. бронзане медаље у Цељу и Новом Пазару
- 1979. бронзане медаље у Цељу и Новом Пазару
- 1980. бронзана медаља у Новом Пазару
- 1981. бронзана медаља у Новом Пазару
- 1983. златна медаља у Новом Пазару и бронзана у Цељу
- 1984. златна медаља у Белгији
- 2017. сребрна медаља у Руми
- 2018. златна медаља у Бијељини